# Exalead
Exalead er en fransk softwarevirksomhed grundlagt i 2000, der fremstiller søgeværktøjer (søgemaskiner og søgningsbaserede applikationer) til virksomheder og private. Virksomheden har hovedkontor i Paris og er et datterselskab til Dassault Systèmes.
Virksomhedens søgemaskine kaldes også Exalead og er udviklet ved parisiske uddannelsesinstitutioner. Exalead har ikke så mange dokumenter i sit indeks som Google, "kun" et par milliarder, men har til gengæld en meget avanceret søgning, hvilket gør Exalead til et godt supplement til de "store" søgemaskiner.[kilde mangler] Exalead forsøger sig med hverdagssprog. Dette kaldes for intuitiv navigationssøgning.
Exalead kan bl.a. afgrænse til nedenstående:
Language: Alverdens sprog (heriblandt dansk), 
Country: bestemte lande (landedomæner)
File format: De almindeligste filformater (som fx PDF, Word, Excel, PowerPoint, Rich Text Format og tekstdokumenter).
Domain or site: Her kan man skrive landetopdomæner, generiske topdomæner eller dele af en site-adresse
Links: Skriv en internetadresse herudfor for at se hvem der linker til siden
Search Method: Søg på eksakt ord-til-ord-søgning, automatisk bøjning af ord, fonetisk søgning og tilnærmet stavemåde (se også nedenfor).
Document Sorting: Fundene kan blive sorteres efter relevans eller (omvendt) kronologisk. (Datosortering foregår efter opdateringsdatoen).
Den opdeler resultaterne i tre felter:
- Venstrespalten har forskellige muligheder for at gå videre med søgningen: Related terms fortsætter søgningen med de afklikkede ord. Related categories viser kategorier, hvor der er mange fund. Web site location viser lande, hvorfra der er flest fund. Dokumenttype viser forskellige filtyper.
- Midterspalten viser resultaterne.
- Højrespalten viser billeder af siderne.

Add Shortcut er genveje til favoritsider.